# Кладушница
Кладушница је насеље у Србији у општини Кладово у Борском округу. Према попису из 2022. у насељу је било 550 становника (према попису из 2011. било је 634 становника, према попису из 2002. било је 727 становника).
Овде се налази Црква Свете Тројице у Кладушници.

## Демографија
Према последњем попису из 2022. године у Кладушници је живело 550 становника што је за 84 мање у односу на 2011. када је на попису било 634 становника. У насељу живи 488 пунолетних становника, а просечна старост становништва износи 50,30 година (48,88 код мушкараца и 51,70 код жена).
Према подацима пописа из 2022. у насељу има 226 домаћинства, а просечан број чланова по домаћинству је 2,43. а према истом попису у насељу има 367 стамбених јединица од којих је 260 насељених.
Ово насеље је великим делом насељено Србима (према попису из 2002. године), а у последња три пописа, примећен је пад у броју становника.
|  |

| Демографија | Демографија | Демографија |
| Година      | Становника  | Становника  |
| ----------- | ----------- | ----------- |
| 1948.       | 825         |             |
| 1953.       | 933         |             |
| 1961.       | 896         |             |
| 1971.       | 1.017       |             |
| 1981.       | 985         |             |
| 1991.       | 904         | 861         |
| 2002.       | 727         | 813         |
| 2011.       | 634         |             |
| 2022.       | 550         |             |

| Етнички састав према попису из 2002.‍ | Етнички састав према попису из 2002.‍ | Етнички састав према попису из 2002.‍ | Етнички састав према попису из 2002.‍ | Етнички састав према попису из 2002.‍ |
| ------------------------------------ | ------------------------------------ | ------------------------------------ | ------------------------------------ | ------------------------------------ |
|                                      |                                      |                                      |                                      |                                      |
| Срби                                 | Срби                                 |                                      | 715                                  | 98,34%                               |
| Власи                                | Власи                                |                                      | 6                                    | 0,82%                                |
| Црногорци                            | Црногорци                            |                                      | 1                                    | 0,13%                                |
| Румуни                               | Румуни                               |                                      | 1                                    | 0,13%                                |
| непознато                            | непознато                            |                                      | 0                                    | 0,0%                                 |

| Година пописа     | 1948. | 1953. | 1961. | 1971. | 1981. | 1991. | 2002. |
| ----------------- | ----- | ----- | ----- | ----- | ----- | ----- | ----- |
| Број домаћинстава | 185   | 194   | 195   | 235   | 241   | 229   | 219   |

| Број чланова      | 1  | 2  | 3  | 4  | 5  | 6  | 7 | 8 | 9 | 10 и више | Просек |
| ----------------- | -- | -- | -- | -- | -- | -- | - | - | - | --------- | ------ |
| Број домаћинстава | 33 | 56 | 33 | 36 | 40 | 15 | 4 | 1 | 0 | 1         | 3,32   |

| Пол    | Укупно | Неожењен/Неудата | Ожењен/Удата | Удовац/Удовица | Разведен/Разведена | Непознато |
| ------ | ------ | ---------------- | ------------ | -------------- | ------------------ | --------- |
| Мушки  | 300    | 71               | 201          | 19             | 9                  | 0         |
| Женски | 323    | 38               | 199          | 74             | 12                 | 0         |
| УКУПНО | 623    | 109              | 400          | 93             | 21                 | 0         |

| Пол    | Укупно                    | Пољопривреда, лов и шумарство | Рибарство                            | Вађење руде и камена | Прерађивачка индустрија       |
| ------ | ------------------------- | ----------------------------- | ------------------------------------ | -------------------- | ----------------------------- |
| Мушки  | 139                       | 3                             | 0                                    | 0                    | 36                            |
| Женски | 62                        | 7                             | 1                                    | 0                    | 7                             |
| УКУПНО | 201                       | 10                            | 1                                    | 0                    | 43                            |
| Пол    | Производња и снабдевање   | Грађевинарство                | Трговина                             | Хотели и ресторани   | Саобраћај, складиштење и везе |
| Мушки  | 20                        | 11                            | 10                                   | 4                    | 11                            |
| Женски | 3                         | 0                             | 12                                   | 3                    | 1                             |
| УКУПНО | 23                        | 11                            | 22                                   | 7                    | 12                            |
| Пол    | Финансијско посредовање   | Некретнине                    | Државна управа и одбрана             | Образовање           | Здравствени и социјални рад   |
| Мушки  | 1                         | 1                             | 14                                   | 2                    | 10                            |
| Женски | 1                         | 0                             | 2                                    | 2                    | 14                            |
| УКУПНО | 2                         | 1                             | 16                                   | 4                    | 24                            |
| Пол    | Остале услужне активности | Приватна домаћинства          | Екстериторијалне организације и тела | Непознато            | Непознато                     |
| Мушки  | 3                         | 0                             | 0                                    | 13                   | 13                            |
| Женски | 3                         | 0                             | 0                                    | 6                    | 6                             |
| УКУПНО | 6                         | 0                             | 0                                    | 19                   | 19                            |